# Wilaya Nokhtxiycho
Wilaya Nokhtxiycho (en txetxè: Вилаят Нохчийчоь, rus:  Джамаат Нохчийчоь) també com a Forces Armades de la Wilaya Nokhtxiycho de l'Emirat del Caucas és una formació paramilitar armada que va operar al territori de la República Txetxena el 2007-2015. És una de les 6 províncies (una Wilaya) de l'Emirat Caucàs.
La wilaya consisteix en diferents fronts, sectors i djamaats que formen la república de Txetxènia on operen els mujahidins.